# Креча (Горажде)
Креча је насељено мјесто у граду Горажду, Босна и Херцеговина.

## Становништво
|         | 2013.       | 1991.        | 1981.         | 1971.         |
| Укупно  | 18 (100,0%) | 39 (100,0%)  | 100 (100,0%)  | 120 (100,0%)  |
| Бошњаци | 18 (100,0%) | 39 (100,0%)1 | 100 (100,0%)1 | 120 (100,0%)1 |

1. 1 На пописима од 1971. до 1991. Бошњаци су пописивани углавном као Муслимани.